# Dendrocerus australicus
Dendrocerus australicus är en stekelart som först beskrevs av Alan Parkhurst Dodd 1914.  Dendrocerus australicus ingår i släktet Dendrocerus och familjen trefåresteklar. Inga underarter finns listade i Catalogue of Life.